# Free Ranging On Grid
Free Ranging On Grid (FROG) is een besturingssysteem voor automatisch geleide voertuigen. Het systeem is ontwikkeld door het Nederlandse bedrijf Frog AGV Systems.
In de voertuigen zit een zogenaamde FROGbox, waarin de route wordt gecontroleerd. Met behulp van odometrie wordt bepaald waar het voertuig zich bevindt. Indien nodig kan op basis van transponders in het wegdek de koers van het voertuig worden gecorrigeerd (kalibratie). Een externe computer, superFROG geheten, stuurt het gehele verkeersproces aan.

## Toepassingen
- Onbemande containertransportvoertuigen van Europe Container Terminals in Rotterdam
- Automatische people mover ParkShuttle in Rotterdam/Capelle aan den IJssel
- Automatische people mover op de langparkeerplaats P3 op Schiphol, niet in gebruik
- Geleide bus Phileas in Eindhoven/Veldhoven, niet in gebruik